# Gouvernement Alexandre Millerand (1)
Troisième République
Gouvernement Georges Clemenceau II Gouvernement Alexandre Millerand II
Le premier gouvernement Alexandre Millerand dure du 20 janvier au 18 février 1920. Il démissionne le jour où Raymond Poincaré quitte l'Elysée.

## Composition
| Portefeuille                                                          | Titulaire | Titulaire                | Parti |
| --------------------------------------------------------------------- | --------- | ------------------------ | ----- |
| Président du Conseil                                                  |           | Alexandre Millerand      | SE    |
| Ministres                                                             |           |                          |       |
| Ministre des Affaires étrangères                                      |           | Alexandre Millerand      | SE    |
| Ministre de la Justice                                                |           | Gustave Lhopiteau        | RI    |
| Ministre de l’Intérieur                                               |           | Théodore Steeg           | PRRRS |
| Ministre des Finances                                                 |           | Frédéric François-Marsal | FR    |
| Ministre de la Guerre                                                 |           | André Lefèvre            | ARD   |
| Ministre de la Marine                                                 |           | Adolphe Landry           | ARD   |
| Ministre des Colonies                                                 |           | Albert Sarraut           | PRRRS |
| Ministre du Travail                                                   |           | Paul Jourdain            | ARD   |
| Ministre de l’Instruction publique et des Beaux-Arts                  |           | André Honnorat           | ARD   |
| Ministre du Commerce et de l’Industrie                                |           | Auguste Isaac            | FR    |
| Ministre des Pensions, Primes et Allocations de guerre                |           | André Maginot            | ARD   |
| Ministre de l’Agriculture                                             |           | Joseph-Honoré Ricard     | SE    |
| Ministre des Travaux publics                                          |           | Yves Le Trocquer         | ARD   |
| Ministre des Régions libérées                                         |           | Émile Ogier              | SE    |
| Ministre de l’Hygiène, de l’Assistance et de la Prévoyance sociale    |           | Jules-Louis Breton       | PRS   |
| Commissaires généraux                                                 |           |                          |       |
| Commissaire général aux Essences et Combustibles                      |           | Henry Bérenger           | PRRRS |
| Commissaire général aux Troupes noires                                |           | Blaise Diagne            | PRS   |
| Sous-secrétaires d’État                                               |           |                          |       |
| Sous-secrétaire d’État au Conseil et aux Affaires étrangères          |           | Charles Reibel           | ARD   |
| Sous-secrétaire d’État à l’Intérieur                                  |           | Robert David             | ARD   |
| Sous-secrétaire d’État aux Finances                                   |           | Emmanuel Brousse         | ARD   |
| Sous-secrétaire d’État à l’Enseignement technique                     |           | Pierre Coupat            | SE    |
| Sous-secrétaire d’État au Ravitaillement                              |           | Robert Thoumyre          | ARD   |
| Sous-secrétaire d’État à l’Agriculture                                |           | Henri Queuille           | PRRRS |
| Sous-secrétaire d’État aux Postes et Télégraphes                      |           | Louis Deschamps          | ARD   |
| Sous-secrétaire d’État aux Mines et Forces Hydrauliques               |           | Antoine Borrel           | PRS   |
| Sous-secrétaire d’État à l’Aéronautique et aux Transports aériens     |           | Pierre-Étienne Flandin   | ARD   |
| Sous-secrétaire d’État aux Ports, à la Marine marchande et aux Pêches |           | Paul Bignon              | ARD   |

## Fin du gouvernement et passation des pouvoirs
Il démissionne le même jour que la fin du mandat présidentiel de Raymond Poincaré, le 18 février 1920. Il est chargé le jour-même de former un nouveau gouvernement.